# Açougueiro-cinzento
O açougueiro-cinzento (Cracticus torquatus) é uma espécie amplamente distribuída e endêmica da Austrália. Habita uma variedade de ambientes, incluindo zonas áridas, semiáridas e temperadas. Está presente em grande parte do sul da Austrália, mas ausente dos desertos do centro do país e dos trópicos monçônicos do norte. É conhecido por seu canto característico e animado. Adapta-se bem à vida urbana, podendo ser encontrado nos subúrbios de várias cidades australianas, como Brisbane, Melbourne, Perth, Sydney e Hobart. O açougueiro-cinzento preda pequenos vertebrados, incluindo outras aves.
Outras aves da mesma família incluem a pega-australiana e os membros dos gêneros Strepera, Artamus [en] e Cracticus.

## Taxonomia
O açougueiro-cinzento foi descrito pela primeira vez pelo ornitólogo inglês John Latham em 1801, sob o nome binomial Lanius torquatus.
Espécies próximas incluem o verdugo-prateado [en] (Cracticus argenteus) e o verdugo-de-dorso-preto (Cracticus mentalis). O verdugo-prateado, encontrado na Terra de Arnhem e no noroeste da Austrália até Port Hedland, foi originalmente descrito por John Gould em 1841 e considerado uma subespécie do açougueiro-cinzento. Recentemente, porém, foi redesignado como espécie distinta. Possui duas subespécies: C. argenteus argenteus e C. a. colletti. Já o verdugo-de-dorso-preto ocorre na Península do Cabo York, na Austrália, e em Papua-Nova Guiné, com duas subespécies.

### Subespécies
O açougueiro-cinzento possui três subespécies:
- C. t. torquatus, no sudeste da Austrália;

- C. t. cinereus, restrita à ilha da Tasmânia;

- C. t. leucopterus, amplamente distribuída, do oeste à costa leste da Austrália.

## Descrição
O açougueiro-cinzento é uma ave pequena, de coloração cinza, preta e branca, com peso de 90 gramas, comprimento corporal entre 27 e 30 cm e envergadura de 37 a 43 cm. É menor que o verdugo-de-peito-preto (Cracticus nigrogularis).
O adulto tem cabeça, topo e laterais pretas, com queixo e garganta brancos que se estendem até a parte inferior da nuca. O dorso é predominantemente cinza-escuro com faixas brancas estreitas que cruzam as coberteiras superiores da cauda, na base da cauda. A cauda é preta com finas pontas brancas. As asas são cinzentas com grandes áreas brancas, e a parte inferior das asas também é branca. A ponta do bico apresenta um leve gancho para baixo.

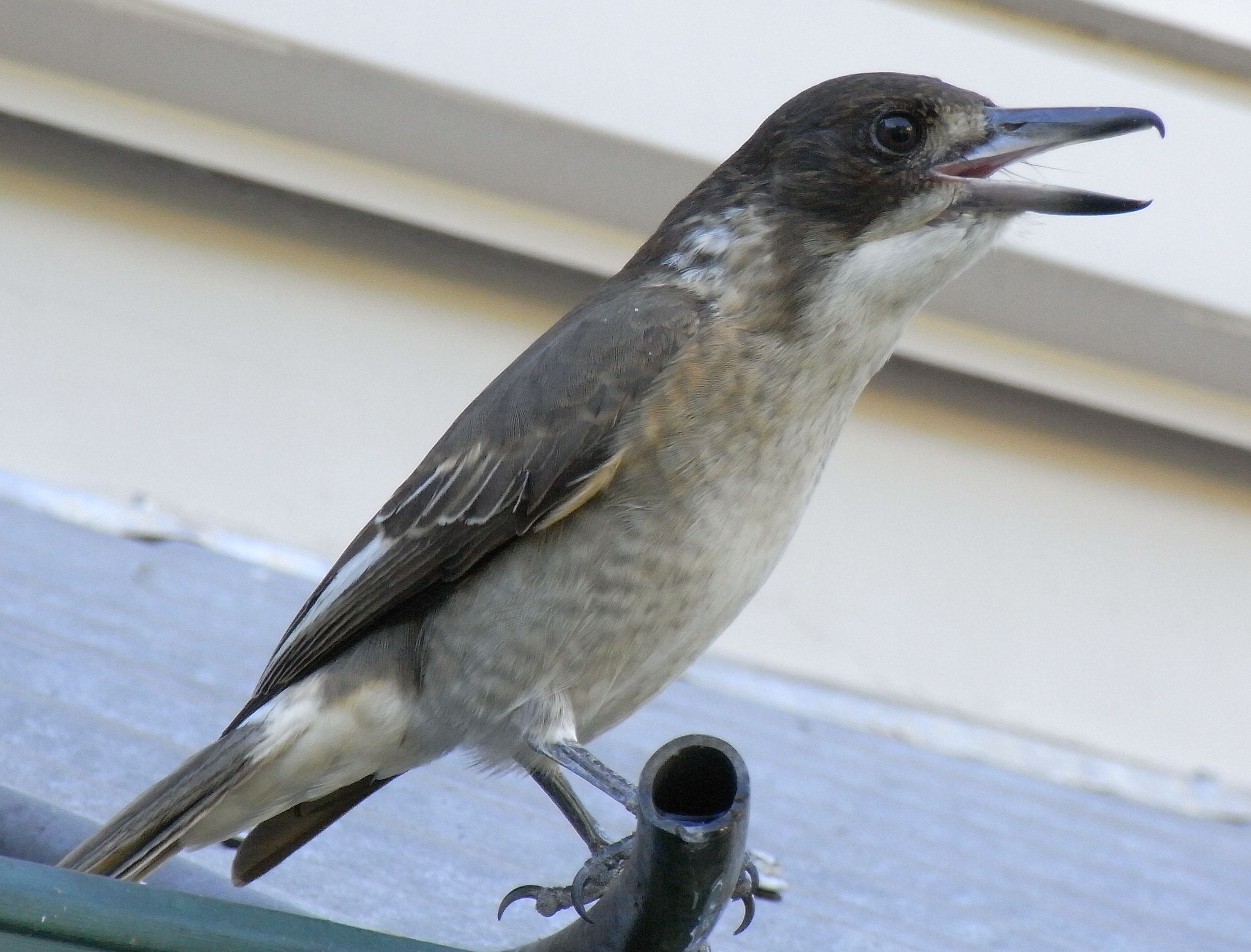
Filhote

Machos e fêmeas são semelhantes na aparência, mas a fêmea é ligeiramente menor.
Os filhotes diferem dos adultos: não possuem cabeça preta, exibindo em vez disso uma cabeça marrom-escura com finas estrias na testa e nas coberteiras auriculares, manchas brancas que se conectam aos olhos e ao bico, além de queixo e garganta branco-sujo. O dorso é marrom-escuro com estrias, e as coberteiras superiores da cauda são marrom-escuras, com a base da cauda acastanhada. O bico dos filhotes é totalmente cinza-escuro, e o gancho na ponta muitas vezes não é evidente. O açougueiro-cinzento filhote é comumente confundido com um pequeno martim-pescador.

## Canto
Todos os membros de um grupo territorial contribuem para o canto territorial, uma melodia alta e vibrante que mistura elementos musicais e ásperos. Pode ser entoada por um único indivíduo, mas é mais comum em dueto ou em grupo. Alguns duetos são antifonais, tornando difícil perceber que mais de uma ave está cantando. A maioria das canções tem várias fases e é cantada de forma antifonal, com diferentes membros do grupo entoando fases sequencialmente, embora haja sobreposições ocasionais. Algumas canções podem durar até 15 minutos, sem interação vocal com grupos de outros territórios durante esse período.

## Reprodução e habitat
O açougueiro-cinzento geralmente se reproduz em pares territoriais únicos de julho a janeiro. Ambos os sexos defendem seus territórios e ninhos ao longo do ano. A fêmea incuba os ovos, enquanto os filhotes no ninho e os recém-emplumados são alimentados por ambos os pais. O ninho é raso, em forma de tigela, feito de gravetos e galhos, forrado com gramíneas e fibras macias. Os ninhos costumam estar a até 10 metros do solo.
O açougueiro-cinzento ocupa diversos habitats, como florestas de eucaliptos, bosques, matagais de mallee e acácias, florestas tropicais, vegetação ripária, áreas urbanas e vilarejos residenciais. Florestas mais densas são preferidas nas áreas interiores.

## Comportamento e dieta
O açougueiro-cinzento se alimenta de invertebrados, principalmente insetos, e pequenos vertebrados, como outras aves pequenas, seus filhotes e lagartos, além de frutas e sementes ocasionais. Alimentos não consumidos podem ser armazenados na forquilha de um galho para consumo posterior. Comidas grandes demais para serem ingeridas inteiras também podem ser empaladas ou guardadas.
Essas aves ficam empoleiradas em galhos, aguardando presas. Capturam-nas ao lançar-se sobre elas no solo. Pequenas aves e insetos podem ser pegos em voo com ataques rápidos. O açougueiro-cinzento embosca aves que buscam alimento no chão, aproximando-se e atacando por trás. Alimenta-se sozinho, em pares ou em pequenos grupos familiares.

## Galeria
Imagens variadas em diferentes contextos:

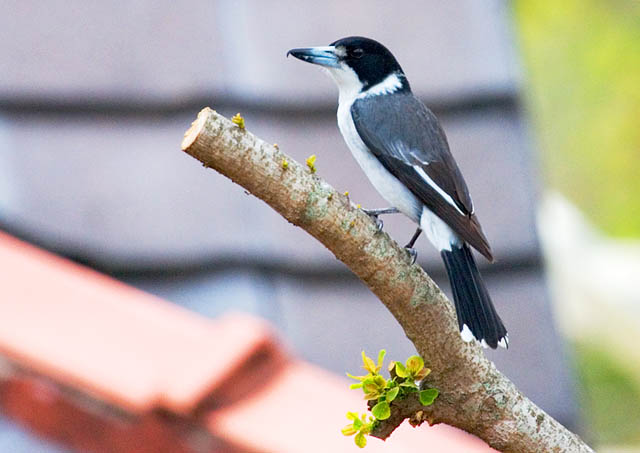
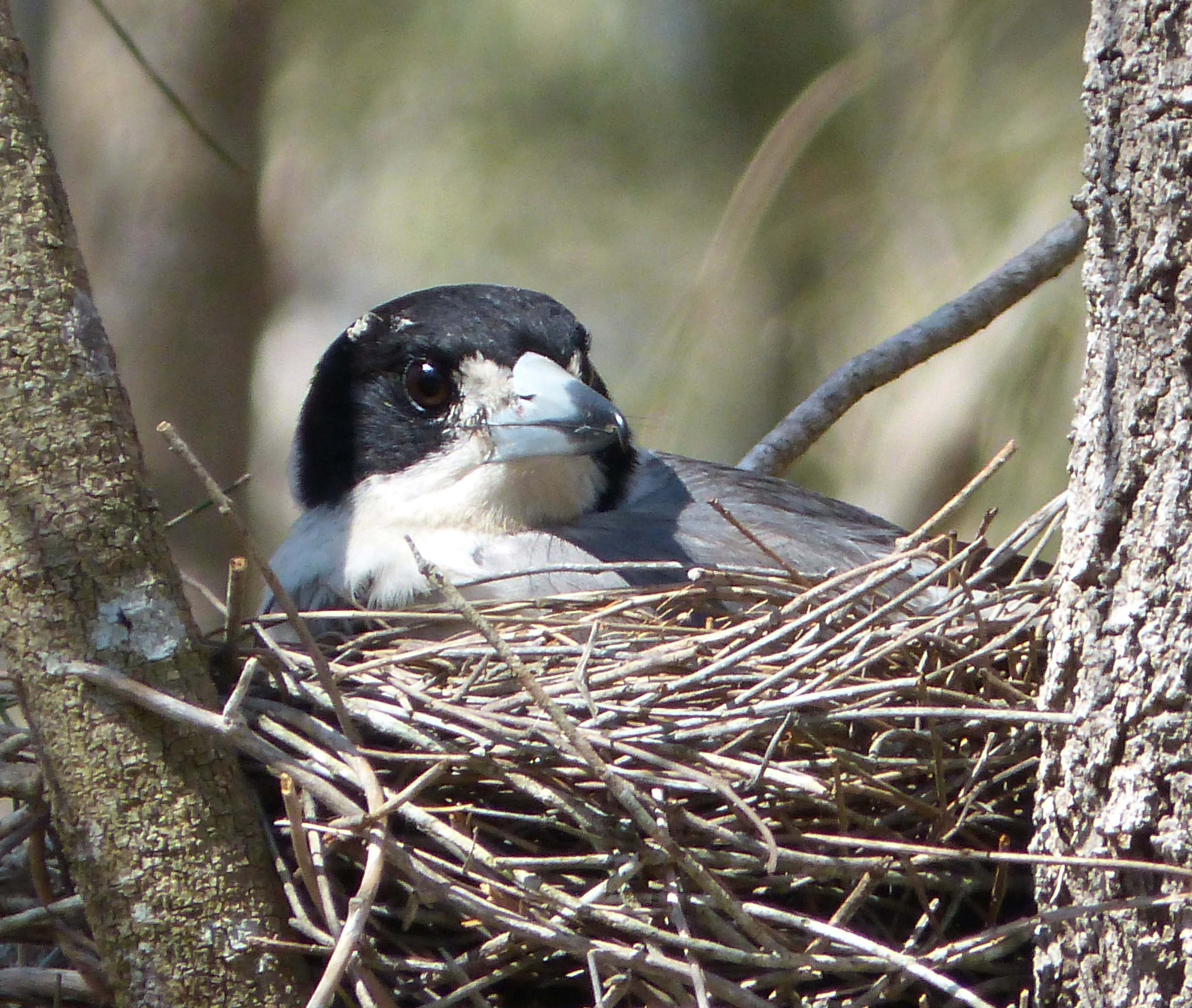
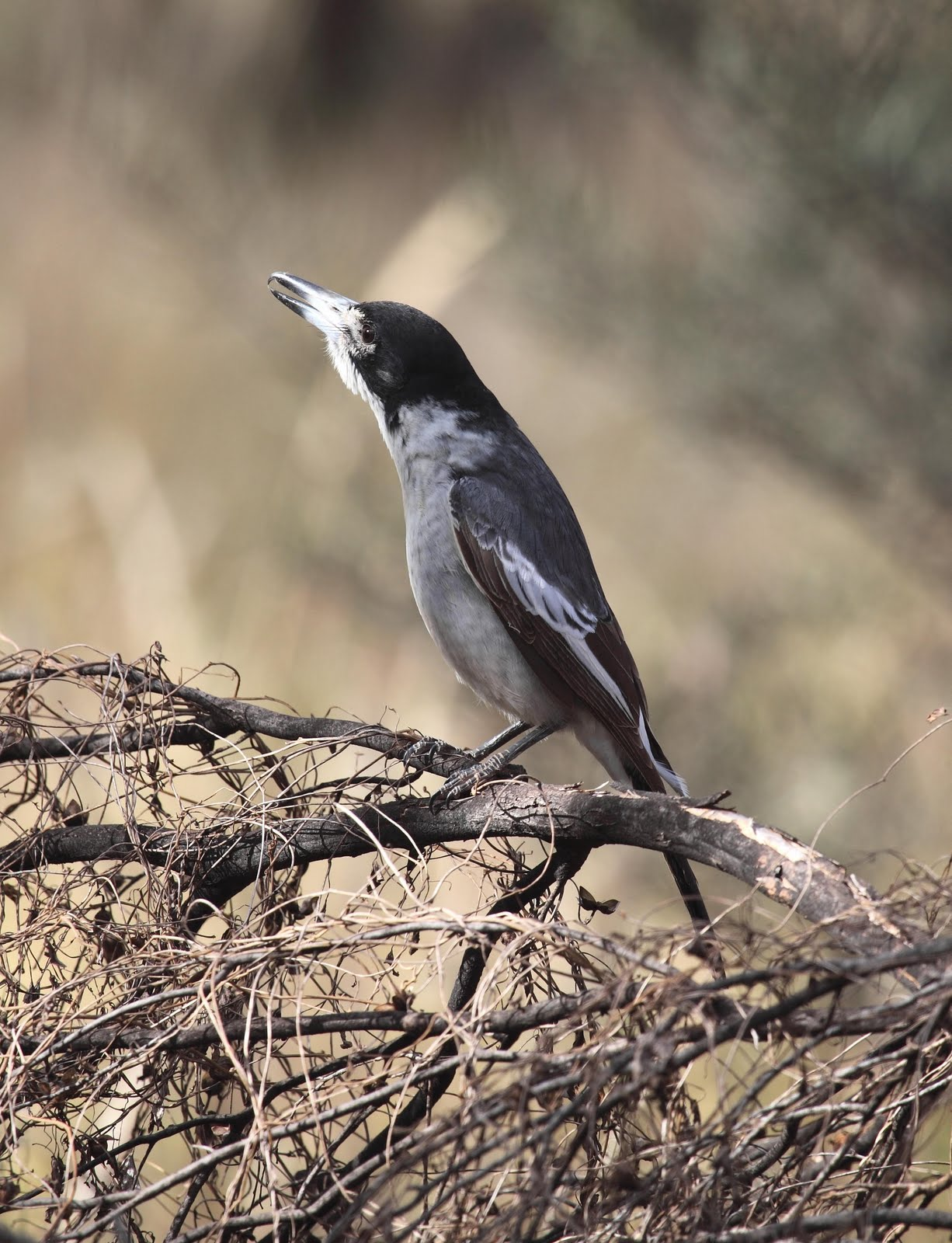
Cracticus torquatus cantando
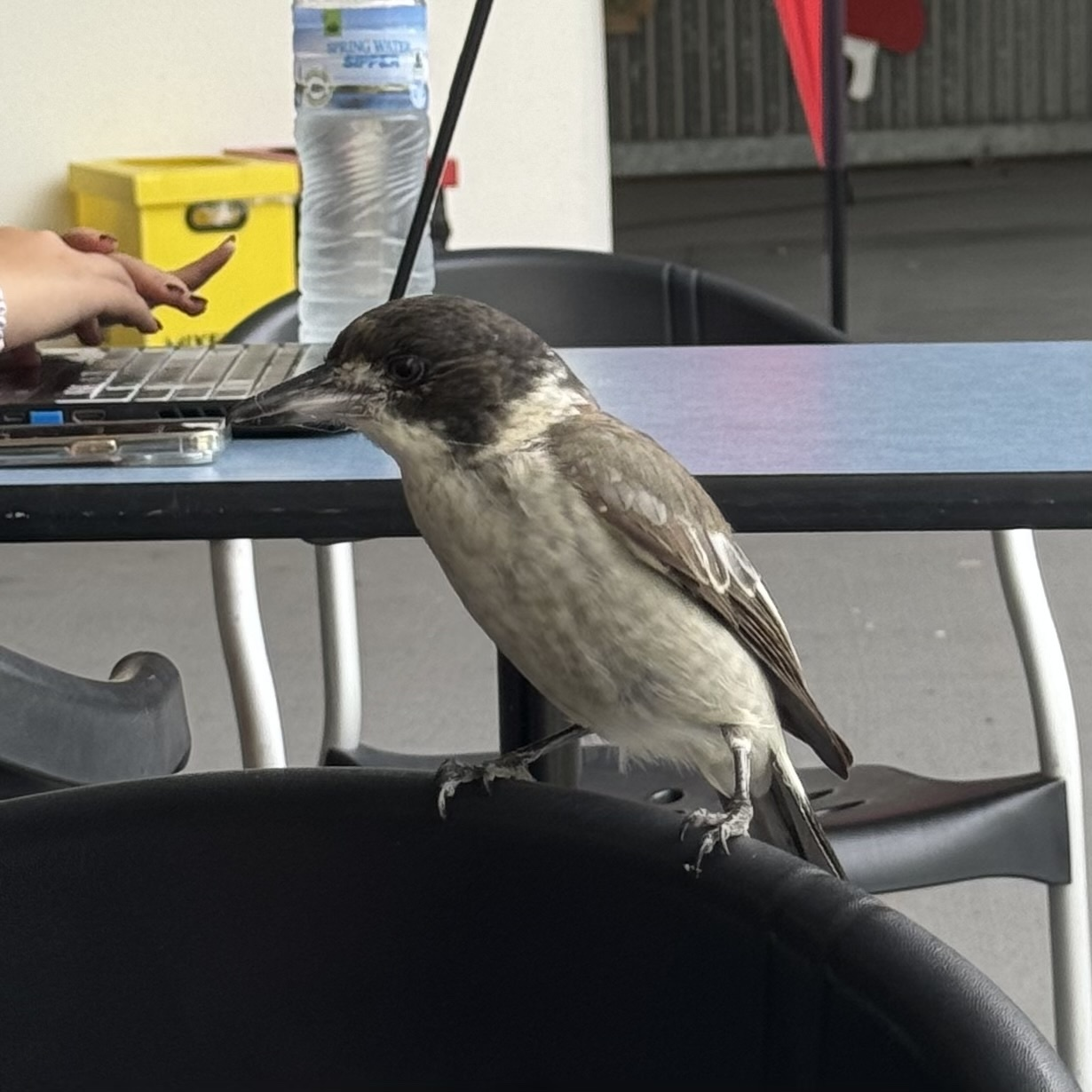
Filhote